# Publio Sulpicio Rufo (tribuno de la plebe 88 a. C.)
Publio Sulpicio Rufo (121 a. C. - 88 a. C.) fue un orador y político de la República romana, legado en 89 a. C. de Cneo Pompeyo Estrabón en la guerra Social, y en 88 a. C. tribuno de la plebe.

## Biografía
Poco después, Sulpicio, un aristócrata, se declaró a favor de Cayo Mario y se alineó con las ideas populares. Estaba muy endeudado, y parece ser que Mario le había prometido ayuda financiera en el caso de apoyarle para conseguir el mando en las guerras mitridáticas. Para asegurar su nombramiento, Sulpicio logró promulgar una ley mediante la cual los aliados itálicos, recientemente nombrados ciudadanos romanos, podrían desbordar a los antiguos electores. La mayoría del Senado se oponía a las propuestas. Los cónsules promulgaron un justitium (cesación de cargo público), pero Mario y Sulpicio fomentaron una revuelta y los cónsules, temiendo por su vida, retiraron el justitium. Las propuestas de Suplicio se convirtieron en ley y, con la ayuda de los nuevos votantes, se nombró a Mario comandante (siendo entonces un mero privatus o persona sin cargo).
Sila, que se encontraba en Nola, marchó inmediatamente sobre Roma. Mario y Sulpicio, incapaces de resistirle, huyeron de la ciudad. Mario logró escapar a África, pero Sulpicio fue descubierto en una villa en Laurentum y fue muerto. Su cabeza fue enviada a Sila y se expuso en el foro romano, y sus leyes anuladas.
Sulpicio parece que fue en origen un reformista moderado, pero que por la fuerza de las circunstancias se convirtió en uno de los líderes de la revuelta popular. Aunque había actuado judicialmente contra el turbulento tribuno Cayo Norbano Balbo, y se había resistido a la propuesta de deshacer sentencias judiciales por decreto popular, no dudó en granjearse la enemistad de la familia Julia oponiéndose a la candidatura para el consulado de Cayo Julio César Estrabón Vopisco, que nunca había sido pretor y era, por tanto, legalmente inelegible. Sus propuestas de votación de los italianos eran, desde el punto de vista de éstos, medidas necesarias de justicia, pero fueron llevadas a la práctica con violencia.
De Sulpicio como orador, Cicerón dice (Brutus, 55): "Era de lejos el más dignificado de todos los oradores que he oído, y, hay que decirlo, el más trágico; su voz era alta, pero a la vez suave y clara; sus gestos estaban llenos de gracia; su lenguaje era rápido y voluble, pero no redundante ni difuso; intentó imitar a Craso, pero le faltó su encanto." Sulpicio no dejó discursos escritos, estando los que llevan su nombre escritos por Publius Canutius (o Cannutius). Sulpicio es uno de los interlocutores en la obra de Cicerón De oratore.